# Сажжад Ануширавані
Сажжад Ануширавані  (нар. 12 травня 1984) — іранський важкоатлет, олімпійський медаліст.

## Виступи на Олімпіадах
| Олімпіада   | Вагова категорія | Місце |
| ----------- | ---------------- | ----- |
| Лондон 2012 | надважка         | 2     |